# Владимир Ингваревич
Владимир Ингваревич (умер после 1235) — князь, владевший уделом в Луцком княжестве, сын Ингваря Ярославича, князя Волынского и киевского. 

## Биография
Владимир Ингваревич был третьим или самым младшим из детей князя Луцкого (позже Владимиро-Волынского и Киевского) Ингваря Ярославича. Родился он в середине XIII века.
В летописях Владимир упоминается дважды. По сообщению Галицко-Волынской летописи, Владимир Ингваревич был союзником Даниила Галицкого при отвоёвывании Галича у венгров и участвовал в осаде Галича. Это же сообщение есть в Густынской летописи. Это событие относят к 1229 или 1230 году. В 1235 году Владимир Ингваревич отправил Даниилу Галицкому в помощь торков под Каменец, который осаждали князья Изяслав и Михаил Всеволодович Черниговский вместе с восставшими против Даниила галичанами и болоховскими князьями.

## Брак и дети
Летописи не сообщают о том, был ли Владимир Ингваревич женат. Однако позднейшие исследователи предполагают, что у него был упоминаемый в 1255 году сын по имени Изяслав, которого М.Д. Хмыров называет князем Каменецким.